# گیرمو دیاز (بازیگر)
گیرمو دیاز (به اسپانیایی: Guillermo Díaz) (زاده ۲۲ مارس ۱۹۷۵)، بازیگر آمریکایی است.
از فیلم‌های معروف او می‌توان به بازی در فیلم‌های پلیس تعلیق شده، تازه، شهر دختران، بدون مردان و در عمق زیاد اشاره کرد.